# Couvent de Nuestra Señora de Loreto (Espartinas)
Le couvent ou sanctuaire de Nuestra Señora de Loreto (Notre-Dame de Lorette) est un couvent franciscain situé sur la commune d'Espartinas, dans la province de Séville, dans le Sud de l'Espagne.